# Daniel Gimeno-Traver
Daniel Gimeno-Traver (Valencia, 7 de Agosto de 1985) é um tenista profissional espanhol, em seu histórico há cinco títulos nível challenger e futures.
Tenista especialista em saibro, seu melhor ranking é de 2010, 58 da lista da ATP.

## ATP Tour finials
| Torneio ( W–R )             | Simples | Duplas |
| --------------------------- | ------- | ------ |
| Grand Slam                  | 0–0     | 0–0    |
| ATP World Tour Finals       | 0–0     | 0–0    |
| ATP World Tour Masters 1000 | 0–0     | 0–0    |
| ATP World Tour 500 Series   | 0–0     | 0–0    |
| ATP World Tour 250 Series   | 0–1     | 1–1    |

| Piso ( W–R ) | Simples | Duplas |
| ------------ | ------- | ------ |
| Duro         | 0–0     | 0–0    |
| Saibro       | 0–1     | 1–1    |
| Grama        | 0–0     | 0–0    |
| Carpete      | 0–0     | 0–0    |

### Simples: 1 (1 vice)
| Resultado | N. | Data          | Torneio                                    | Piso   | Oponente      | Placar   |
| --------- | -- | ------------- | ------------------------------------------ | ------ | ------------- | -------- |
| Vice      | 1. | 12 Abril 2015 | Grand Prix Hassan II, Casablanca, Marrocos | Saibro | Martin Kližan | 2–6, 2–6 |

### Duplas: 2 (1 título, 1 vice)
| Resultado | N. | Data              | Torneio                              | Piso   | Parceiro      | Oponentes                    | Placar            |
| --------- | -- | ----------------- | ------------------------------------ | ------ | ------------- | ---------------------------- | ----------------- |
| Vice      | 1. | 13 Fevereiro 2011 | Brasil Open, Costa do Sauípe, Brazil | Saibro | Pablo Andújar | Marcelo Melo Bruno Soares    | 6–7(4–7), 3–6     |
| Campeão   | 1. | Fevereiro 5, 2012 | VTR Open, Viña del Mar, Chile        | Saibro | Frederico Gil | Pablo Andújar Carlos Berlocq | 1–6, 7–5, [12–10] |

## Ligações Externas
- Perfil na ATP